# Nothofidonia xenoleuca
Nothofidonia xenoleuca là một loài bướm đêm trong họ Geometridae.